# Enrique Ponce
Pour les articles homonymes, voir Ponce (homonymie).
Ne doit pas être confondu avec Enrique Ponce Boscarino.
Alfonso Enrique Ponce Martínez est un matador espagnol né à Chiva (Espagne, province de Valence) le 8 décembre 1971. Il réalise ses études au collège Saint-Vincent de Paul de Chiva.
Il applique dans ses combats un style relativement puriste et élégant, et est considéré comme l'un des meilleurs maestros contemporains et parmi les plus intéressants. Il a été le premier matador à gracier un taureau adulte dans une arène française. Il s'agissait d'un taureau de Victoriano Del Rio Descarado à Nîmes le 1er juin 2001. 
Il récidiva en 2004 à Nîmes également sur un taureau de Juan Pedro Domecq. Avec 24 taureaux graciés en Espagne, il est le matador en activité en ayant gracié le plus.
En 2006, il reçoit la Médaille d'or du mérite des beaux-arts par le Ministère de l'Éducation, de la Culture et des Sports.

## Carrière
- Débuts en novillada sans picadors : Baeza (Espagne, province de Jaén) le 10 août 1986.
- Débuts en novillada avec picadors : Castellón de la Plana (Espagne) le 9 mars 1988.
- Alternative : Valence le 16 mars 1990. Parrain « Joselito », témoin « Litri ».
- Confirmation d'alternative à Madrid : 30 octobre 1990.
- Premier de l’escalafón en 1992, 1993 et 1997.
- En 2010, 5e de l'escalafón, il a toréé 63 corridas, coupé 64 oreilles et 6 queues.
- En 2011, 11e de l'escalafón, il a toréé 46 corridas, coupé 39 oreilles et 1 queue.
- En 2012, 15e de l'escalafón, il a toréé 33 corridas, coupé 38 oreilles et 2 queues.
- En 2013, 13e de l'escalafón, il a toréé 35 corridas, coupé 43 oreilles et 1 queue.

## Photos

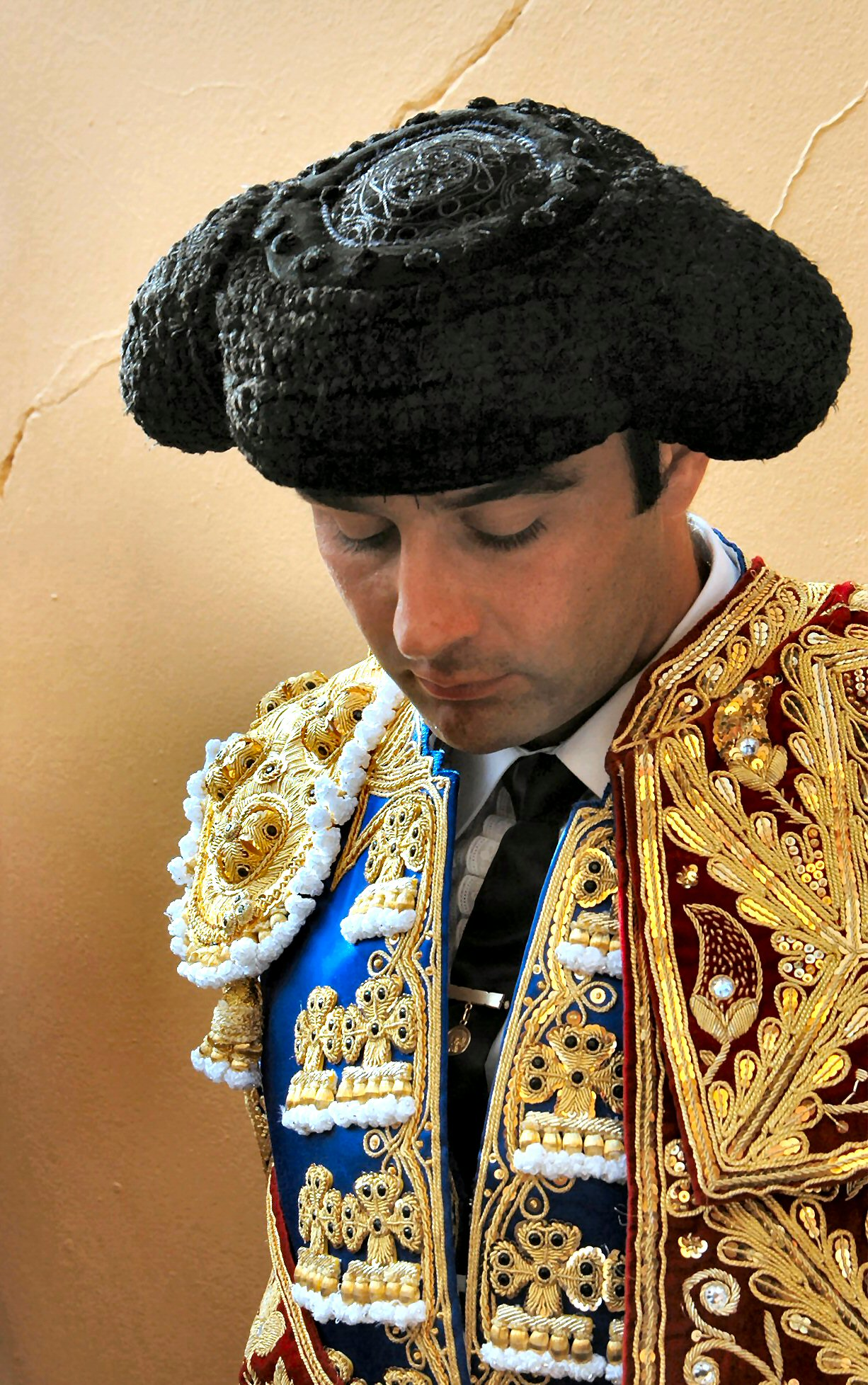
Bayonne Septembre 2004
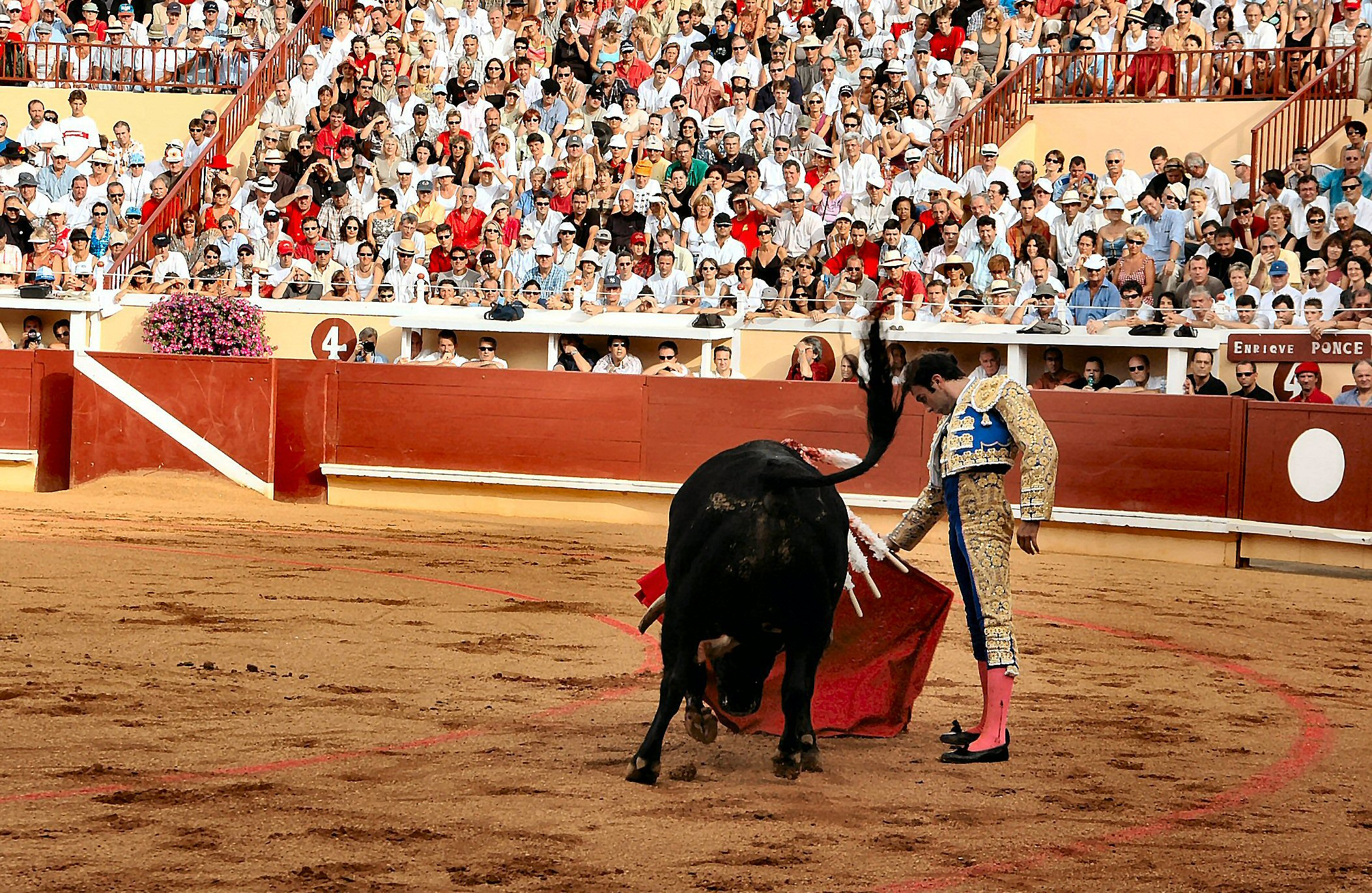
Bayonne Septembre 2004
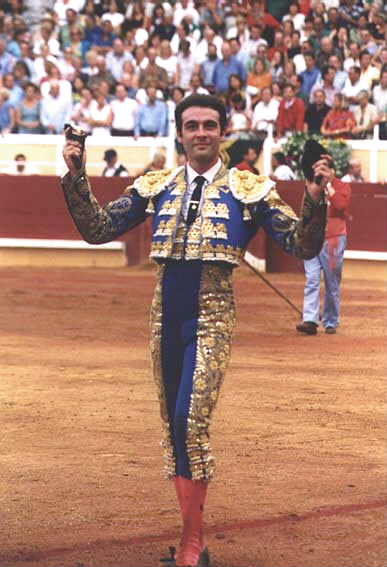
Enrique Ponce
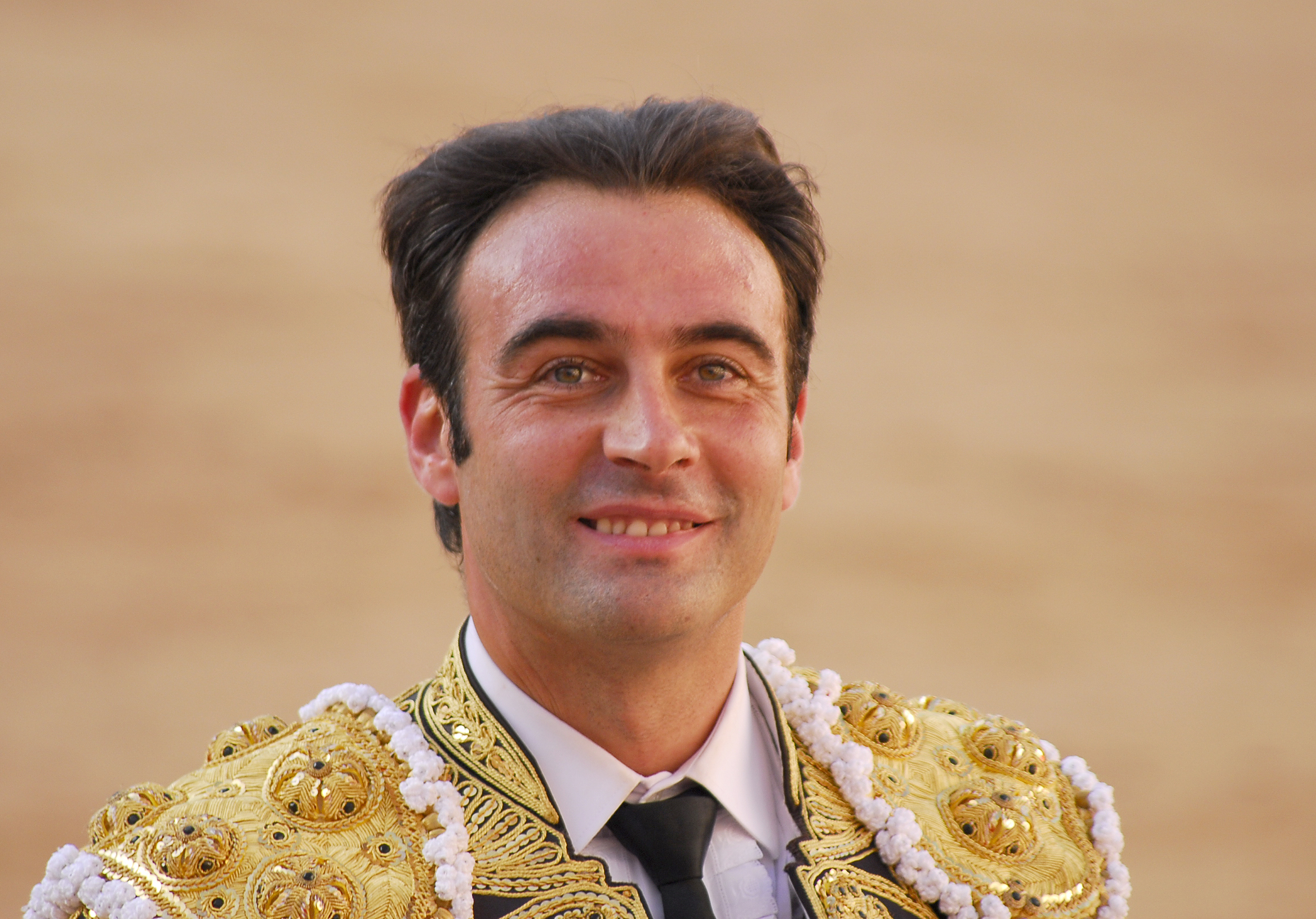
Melilla Septembre 2009